# Долгоносик бледно-зелёный
Долгоносик бледно-зелёный, лат. Phyllobius maculicornis — жук из семейства долгоносиков, род скосари или слоники листовые.

## Описание
Длина 4—6 мм. Усики, голени и лапки ржаво-жёлтые. Тело в округлых металлически-зелёных чешуйках и коротких торчащих волосках, длина которых меньше ширины промежуток надкрылий. Боковой край надкрылий перед вершинной отогнут наружу и хорошо виден сверху.

## Экология
Взрослый жук питается на лиственных деревьях.